# Jan Ślężyński
Jan Janusz Ślężyński (ur. 27 kwietnia 1931 w Gródku Jagiellońskim) – polski profesor nauk o kulturze fizycznej, nauczyciel akademicki. Specjalizuje się w zagadnieniach z zakresu diagnostyki, profilaktyki i korekcji wad postawy występujących u dzieci i młodzieży, rozwoju fizycznego i motorycznego osób niepełnosprawnych, metodyki wychowania fizycznego oraz rehabilitacji ruchowej. Multimedalista pływackich mistrzostw Polski Masters w kategorii L oraz uczestnik mistrzostw świata Masters w pływaniu które odbyły się w Budapeszcie.
Jego uczniami byli m.in. sportowcy Justyna Kowalczyk, Robert Korzeniowski oraz przyszła żona – dr Alicja Wołyńska-Ślężyńska, współautorka artykułów naukowych.

## Życiorys
Uczył się w Żarach i Jaworze, w 1951 zdał maturę. Jest absolwentem Akademii Wychowania Fizycznego Józefa Piłsudskiego w Warszawie (rocznik 1958), tytuł magistra uzyskał rok później na Akademii Wychowania Fizycznego we Wrocławiu. Po studiach uzyskał uprawnienia sternika jachtowego, instruktora żeglarstwa, narciarstwa zjazdowego, łyżwiarstwa figurowego oraz pilota wycieczek. Był również kierownikiem obozów letnich i zimowych, organizowanych dla studentów i osób niepełnosprawnych.
Początkowo był nauczycielem wychowania fizycznego w szkołach podstawowych, udzielał się także w organizacjach młodzieżowych. Następnie wykładał w Studium Nauczycielskim, gdzie uczył metodyki wychowania fizycznego i anatomii człowieka. W 1969 roku obronił doktorat, a w 1983 uzyskał habilitację. W 1993 postanowieniem Prezydenta Rzeczypospolitej Polskiej Lecha Wałęsy otrzymał tytuł profesora nauk o kulturze fizycznej.
Był zatrudniony na stanowisku profesora zwyczajnego w Górnośląskiej Wyższej Szkole Pedagogicznej im. Kardynała Augusta Hlonda w Mysłowicach, Wyższej Szkole Planowania Strategicznego w Dąbrowie Górniczej, Świętokrzyskiej Szkole Wyższej w Kielcach i Wyższej Szkole Biznesu i Przedsiębiorczości w Ostrowcu Świętokrzyskim. W Akademii Wychowania Fizycznego w Katowicach pracował kolejno na stanowiskach: adiunkta, docenta kontraktowego, docenta mianowanego po habilitacji, profesora nadzwyczajnego, a od 1995 na stanowisku profesora zwyczajnego. Pełnił również funkcję kierownika Studium Doskonalenia Kadr Kultury Fizycznej, zastępcy dyrektora i dyrektora Instytutu Wychowania Fizycznego i Sportu, prodziekana, prorektora i dziekana. Był także kierownikiem Katedry Rehabilitacji Ruchowej oraz Katedry Teorii i Metodyki Wychowania Fizycznego, jednocześnie kierował Zakładem Korektywy i Wychowania Fizycznego Specjalnego. Był opiekunem Zespołu Pieśni i Tańca AWF „Trojak” oraz prezesem klubu AZS-AWF Katowice.
Jan Ślężyński jest członkiem honorowym Polskiego Towarzystwa Naukowego Kultury Fizycznej oraz Polskiego Stowarzyszenia Osób Niepełnosprawnych. Działa w ośmiu towarzystwach naukowych, w tym dwóch międzynarodowych. Opatentował przyrządy pomiarowe służące do oceny ruchomości kręgosłupa, pomiaru wysklepienia stopy i odbitek pantograficznych.
W 2000 roku został odznaczony Krzyżem Oficerskim Orderu Odrodzenia Polski, a rok później uhonorowany Nagrodą Ministra Edukacji Narodowej. W 2006 roku wpisano go do Złotej Księgi Nauki Polskiej – Naukowcy Zjednoczonej Europy.

## Prace
Jan Ślężyński jest autorem lub współautorem szeregu artykułów naukowych oraz publikacji książkowych:
- Jan Ślężyński: Cechy somatyczne, sprawność fizyczna i gibkość kręgosłupa studentów. Wydawnictwo AWF, 1991.
- Jan Ślężyński: Postawa ciała człowieka i metody jej oceny. Akademia Wychowania Fizycznego, 1992.
- Jan Ślężyński: Katowicka WSWF u progu działalności. Wyższa Szkoła Wychowania Fizycznego, 1972.
- Jan Ślężyński: Rozwój fizyczny i motoryczny oraz postawa ciała dzieci i młodzieży niepełnosprawnej. Akademia Wychowania Fizycznego w Katowicach, 1991.
- Jan Ślężyński: Postawa ciała, jej wady i sposoby korekcji: materiały IX Kongresu Fizjoterapii, Krynica, 13-15 maja 1988 roku. Wydawnictwo AWF, 1990.
- Grzegorz Juras, Lech Powolny, Jan Ślężyński: Sporty śnieżne: stan i perspektywy badań. Wydawnictwo Akademii Wychowania Fizycznego im. Jerzego Kukuczki, 2008. ISBN 83-60841-20-9.
- Wacław Petryński, Jan Ślężyński: Postęp w turystyce na rzecz osób o specjalnych potrzebach. Polskie Stowarzyszenie Osób Niepełnosprawnych, 1995. ISBN 83-901147-4-7.